# De Droom van Rhonabwy
De Droom van Rhonabwy (Welsh: Breuddwyd Rhonabwy) is een van de verhalen in de Mabinogion, waarin Rhonabwy een visioen heeft en teruggaat in de tijd van koning Arthur.

## Verhaal
Toen Madawg, de zoon van Maredudd, over Powys regeerde, kwam zijn broer Iorwerth tegen hem in opstand. Er werden maatregelen tegen hem getroffen. Rhonabwy vond inkwartiering in Rhychdir, samen met Kynwrig Red Freckles en Cadwgawn the Stout, in het huis van Heilyn de Rode. Het huis is vies en er zijn vlooien. Rhonabwy kiest er daarom voor op een gele ossenhuid op een verhoging te gaan slapen. Daar krijgt hij een visioen tijdens een droom, die drie dagen en drie nachten duurt. Hij wordt meegevoerd naar de tijd van koning Arthur. Hij ontmoet er Iddawg, de zoon van Mynyo, die ooit de boodschapper was tussen Arthur en zijn neef Medrawd in de Slag bij Camlann. Iddawg wordt the Churn of Britain (opruier van Brittannië) genoemd, omdat hij Arthurs boodschap op een grove wijze aan Medrawd overbracht, waardoor er oorlog ontstond. Iddawg wilde immers zelf graag dat er oorlog werd gevoerd. Ze gaan naar de plek waar Arthur zijn tenten heeft opgesteld en maken kennis met hem. Verschillende troepen verzamelen zich. Cawr, de graaf van Cornwall, brengt Arthur zijn zwaard, waar op het heft twee slangen zijn afgebeeld, die vlammen spuwen over het blad. Dan komt Arthurs dienaar Peibyn met een mantel en hij zet er een grote, gouden stoel op, waarop Arthur plaatsneemt. Arthur begint een spel gwyddbwyll (schaak) met Owein. Ze spelen vier partijen en zes maal komen er ridders melden dat er een strijd woedt tussen Oweins raven en Arthurs mannen. De namen van de ridders zijn: Selyv, zoon van Kynan; White Shank van Powys; Gwgawn Rood Zwaard; Blathaon zoon van Mwrheth; Rhuvawn de Stralende en Heveydd Een Mantel. Hun uitrusting wordt zo uitvoerig beschreven, dat het zonder boek erbij onmogelijk was om na te vertellen, meldt de tekst. 
Eerst hebben Arthurs mannen de overhand, daarna gaan de raven er met hen vandoor in de lucht en regent het wapenrusting en lichaamsdelen. Dan knijpt Arthur de gouden speelstukken fijn tot stof en sluiten ze vrede. Vierentwintig ruiters van Osla Groot Mes verschijnen om een wapenstilstand te bespreken. Kei geeft opdracht aan alle volgelingen van Arthur om naar Cornwall te trekken en dan wordt Rhonabwy wakker.